# Toni Kreuzer
Toni Kreuzer (ur. 9 czerwca 1912) – niemiecki kierowca wyścigowy.

## Biografia
Kreuzer był właścicielem warsztatu w Monachium. Jako jeden z pierwszych Niemców nabył Coopera T11. W sezonie 1950 Formuły 3 zajął m.in. drugie miejsce w wyścigach: Bergrekord Freiburg, Solituderennen i Grand Prix Niemiec, dzięki czemu zdobył mistrzostwo Niemiec. W 1951 roku zajął między innymi trzecie miejsce w Hockenheim, a na koniec sezonu był trzeci w klasyfikacji.

## Wyniki
| Legenda oznaczeń w tabelach wyników Wyświetl szablon na nowej stronie | Legenda oznaczeń w tabelach wyników Wyświetl szablon na nowej stronie                                                                     |
| Oznaczenie                                                            | Wyjaśnienie |
| --------------------------------------------------------------------- | --- |
| Złoty                                                                 | Zwycięzca lub mistrzostwo |
| Srebrny                                                               | 2. miejsce lub wicemistrzostwo |
| Brązowy                                                               | 3. miejsce lub II wicemistrzostwo |
| Zielony                                                               | Ukończył, punktował (w klasyfikacji generalnej, gdy zdobył co najmniej jeden punkt na przestrzeni sezonu, poza trzema powyższymi opcjami) |
| Niebieski                                                             | Ukończył, nie punktował (w klasyfikacji generalnej, gdy nie zdobył co najmniej jednego punktu na przestrzeni sezonu)                      |
| Czerwony                                                              | Nie zakwalifikował się (NZ) |
| Czerwony                                                              | Nie prekwalifikował się (NPK) |
| Różowy                                                                | Nie ukończył (NU) |
| Różowy                                                                | Niesklasyfikowany (NS) (w klasyfikacji generalnej, gdy nie został sklasyfikowany w żadnym wyścigu sezonu)                                 |
| Czarny                                                                | Zdyskwalifikowany (DK) |
| Czarny                                                                | Wykluczony (WYK/EX) |
| Biały                                                                 | Nie wystartował (NW) |
| Biały                                                                 | Kontuzjowany (K/INJ) |
| Biały                                                                 | Wyścig odwołany (OD/C) |
| Bez koloru                                                            | Został wycofany (WYC/WD) |
| Bez koloru                                                            | Nie przybył (NP/DNA) |
| Bez koloru                                                            | Nie brał udziału w treningach (NT/DNP) |
| Bez koloru                                                            | Nie został zgłoszony (–) |
| Pogrubienie                                                           | Start z pole position |
| Kursywa                                                               | Najszybsze okrążenie wyścigu |
| †                                                                     | Nie ukończył, ale jego rezultat został zaliczony ze względu na przejechanie więcej niż 90% dystansu wyścigu.                              |
| *                                                                     | Sezon w trakcie |
| 1/2/3                                                                 | Punktowana pozycja w sprincie kwalifikacyjnym                                                                                             |
| Lista systemów punktacji Formuły 1                                    | |

### Niemiecka Formuła 3
| Rok  | Zespół       | Samochód   | Silnik | Wyniki w poszczególnych eliminacjach | Wyniki w poszczególnych eliminacjach | Wyniki w poszczególnych eliminacjach | Wyniki w poszczególnych eliminacjach | Wyniki w poszczególnych eliminacjach | Pkt. | Msc. |
| ---- | ------------ | ---------- | ------ | ------------------------------------ | ------------------------------------ | ------------------------------------ | ------------------------------------ | ------------------------------------ | ---- | ---- |
| 1950 |              |            |        |                                      |                                      |                                      |                                      |                                      | 12   | 1    |
| 1950 | Toni Kreuzer | Cooper T11 | JAP    | NU                                   | 2                                    | 2                                    | 2                                    |                                      | 12   | 1    |
| 1951 |              |            |        |                                      |                                      |                                      |                                      |                                      | 10   | 3    |
| 1951 | Toni Kreuzer | Cooper T11 | JAP    | 3                                    | 5                                    | 2                                    | -                                    | -                                    | 10   | 3    |

### Wschodnioniemiecka Formuła 3
| Rok  | Zespół       | Samochód   | Silnik | Wyniki w poszczególnych eliminacjach | Wyniki w poszczególnych eliminacjach | Wyniki w poszczególnych eliminacjach | Wyniki w poszczególnych eliminacjach | Wyniki w poszczególnych eliminacjach | Pkt. | Msc. |
| ---- | ------------ | ---------- | ------ | ------------------------------------ | ------------------------------------ | ------------------------------------ | ------------------------------------ | ------------------------------------ | ---- | ---- |
| 1950 |              |            |        |                                      |                                      |                                      |                                      |                                      | 0    | NS   |
| 1950 | Toni Kreuzer | Cooper T11 | JAP    | -                                    | -                                    | ?                                    | 1                                    | -                                    | 0    | NS   |
| 1951 |              |            |        |                                      |                                      |                                      |                                      |                                      | 0    | NS   |
| 1951 | Toni Kreuzer | Cooper T11 | JAP    | -                                    | NU                                   | -                                    | ?                                    |                                      | 0    | NS   |